# Antonie Ștefan
Antonie Ștefan (n. 1883, Totești, județul Hunedoara – d. 1962, Totești, județul Hunedoara) a fost un deputat în Marea Adunare Națională de la Alba Iulia , organismul legislativ reprezentativ al „tuturor românilor din Transilvania, Banat și Țara Ungurească”, cel care a adoptat hotărârea privind Unirea Transilvaniei cu România, la 1 decembrie 1918  :pp. 224-225..

## Biografie
A urmat școala primară :p. 225.  

## Activitatea politică
Ca deputat în Adunarea Națională din 1 decembrie 1918 a fost delegat al Cercului electoral Hațeg :p. 224.